# Stephen Marshall
Pour les articles homonymes, voir Marshall.
Stephen Marshall (9 août 1985 - 16 avril 2006) était un justicier-meurtrier canado-américain qui assassina deux délinquants sexuels dans le Maine après avoir cherché leurs noms et leurs adresses dans les registres américains des délinquants sexuels.

## Jeunesse
Né à Fort Worth, au Texas, Stephen Marshall a déménagé avec sa famille au Cap-Breton, en Nouvelle-Écosse au Canada, quand il était enfant. Ses parents ont divorcé en 1996. En 1999, il a déménagé à Culdesac, dans l'Idaho, avec son père, Ralph, qui y a été maire pendant trois ans. Il a été accusé de voies de fait graves à l'âge de 15 ans, en avril 2001, après avoir apporté un fusil d'assaut AR-15 sur la pelouse de sa demeure où deux jeunes se battaient. En 2003, lorsque son père a déménagé en Arizona, puis dans le Maine, Stephen Marshall est retourné chez sa mère au Cap-Breton.

## Meurtres
Stephen Marshall a consigné des informations sur 29 des 34 délinquants sexuels inscrits au registre du Maine. Il a commencé son voyage dans le Maine par une visite à son père qui vivait alors à Houlton, dans le Maine.
Comme sa voiture était tombée en panne pendant le trajet, il a emprunté le camion de son père et lui a pris une arme de poing .45 ACP. Avec cette arme, il a tué Joseph Gray, 57 ans, à Milo et William Elliott, 24 ans, à Corinth.
Lorsque la police a arrêté l'autobus dans lequel il se trouvait, il s'est suicidé en se tirant une balle dans la tête. Une fouille ultérieure de son ordinateur portable a révélé qu'il s'était rendu au domicile de quatre autres délinquants sexuels.

## Représentation culturelle
En 2018, le cinéaste québécois Marc Bisaillon a sorti le film L'Amour, un thriller inspiré de l'histoire de Stephen Marshall.